# Richard Bruce Nugent

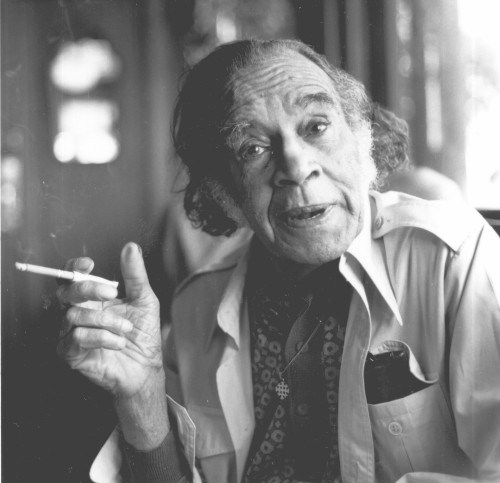
Nugent im Madison Cafe Hoboken, 1982

Richard Bruce Nugent (* 2. Juli 1906 in Washington, D.C.; † 27. Mai 1987 in Hoboken, New Jersey) war ein US-amerikanischer Maler, Schriftsteller, Schauspieler und schillernde Persönlichkeit der Harlem Renaissance. 

## Leben
Nugent stammte aus einer soliden Mittelklassefamilie. Die Mutter, eine begabte Pianistin, war ausgebildete Lehrerin, der Vater ein Pullman-Schlafwagenschaffner. Er verstarb 1920, als Richard 15 Jahre alt war. Seine Witwe zog mit dem Jungen nach New York, aber Richard Nugents erster Aufenthalt dort war schnell beendet. Nachdem er der Mutter eröffnete, fortan als Künstler frei leben zu wollen, wurde er zurück zu den Großeltern geschickt. Im künstlerischen Salon von Georgia Douglas Johnson lernte er in Washington Langston Hughes kennen, mit dem ihn von der ersten Minute an eine intensive Freundschaft verband. Nugents erstes veröffentlichtes Gedicht, Shadows, ist von Hughes bei der Zeitschrift Opportunity eingereicht worden. Nugents erste Kurzgeschichte erschien 1925 in Alain Lockes maßgeblichem Sammelband The New Negro.
Im August 1925 ging Nugent nach New York. Er wohnte in dem berühmten Künstlerhaus Niggerati Manor, wie Langston Hughes und Wallace Thurman, als dort die Idee entstand, ein vierteljährliches Magazin zu veröffentlichen, das die Sache der Jungen vertreten sollte (ausschließlich devoted to the Younger Negro Artists). Im Sommer 1926 war er also Mitbegründer des Magazins Fire!!, für dessen erste und gleichzeitig letzte Ausgabe im November 1926 er eine Kurzgeschichte schrieb, sowie mehrere Zeichnungen bereitstellte. Nach dem finanziellen Misserfolg des Fire!!-Magazins, welches alle seine Mitgründer für Jahre verschuldet zurückließ, schloss sich Nugent der Schauspielertruppe um DuBose Heyward an. Er tourte mehr als zwei Jahre mit ihnen durch Nordamerika und England. Die Truppe führte das Stück Porgy auf, das den Gershwin-Brüdern später als Vorlage für deren Oper Porgy and Bess diente. In den 1940er Jahren arbeitete er als freischaffender Schriftsteller.
Am 5. Dezember 1952 heiratete er Grace Marr in New York City. Sie lehrte Biochemie an der Columbia University und war eine der ersten Dozentinnen an dieser Uni. Grace Marr wusste, dass Nugent schwul war, hoffte jedoch ihn von seiner Homosexualität „abkehren“ zu können. Für Nugent bedeutete eine Heirat, davon abgesehen, dass er wirkliches und aufrichtiges Interesse an ihr hatte, finanzielle Unabhängigkeit. Seine Homosexualität lebte er jedoch weiterhin aus. Ab den 1960er Jahren verabschiedete er sich von der Literaturbühne und beschäftigte sich mehr mit kulturellen Projekten in Harlem sowie mit der Geschichte dieses New Yorker Stadtteils. Grace Marr Nugent verübte am 4. Dezember 1969 Selbstmord, am Vorabend des 17. Jahrestages ihrer Hochzeit. Sie war bis zum Ende sehr erfolgreich. In ihren letzten Lebensjahren hatte sie ihre Dozententätigkeit aufgegeben und engagierte sich (ebenfalls mit großem Erfolg) in einem politischen Frauenprojekt. Konkrete Hinweise auf den Grund ihres Selbstmordes gibt es nicht.
In den 1960er Jahren, als sich Literatur- und Kulturforscher zunehmend für die Geschichte der Harlem Renaissance interessierten, wurde Nugent eine reichhaltige Informationsquelle, der trotz seines relativ geringen literarischen Outputs, als einer der best known unknowns oder best kept secrets dieser Literatur- und Kulturepoche afro-amerikanischer Geschichte galt und somit als bisher wenig beachteter Insider bestens über die Entstehung und den Verlauf der Bewegung plaudern konnte.
In den 1970er Jahren erfuhr Nugent selbst ebenfalls eine Art Renaissance. Mit dem Aufkommen unterschiedlicher, postmoderner Aspekte der Literatur- und Kulturforschung (z. B. Feminismus, Lesben- und Schwulenbewegung, Multikulturalismus) wurde Nugent ab den 1970er Jahren eine Quelle über die Harlem Renaissance. In seinen letzten Lebensjahren lebte Nugent in Hoboken, New Jersey in Armut und war auf die Sozialhilfe sowie auf Spenden von Freunden angewiesen. Im Alter von 81 Jahren starb er am 27. Mai 1987 an kompensierter Herzinsuffizienz in Hoboken. Außer Dorothy West überlebte er damit alle seine Mitstreiter aus der Harlem Renaissance.
Eine gute Charakterstudie Nugents findet sich in Wallace Thurmans Roman Infants of the Spring in welchem die Person des Paul Arbian auf Nugent basiert. Dieser Roman beschreibt das Leben in einer der Niggerati Manor ähnlichen Künstlerkolonie.

## Nugents Œuvre und ausgewählte Beispiele
Der Großteil seiner Werke ist autobiografisch. Er setzt sich in ihnen mit der schwarzen Identität innerhalb der weißen Gesellschaft der USA auseinander aber auch mit unterschiedlichen Identitäten innerhalb der schwarzen Kultur. Sein erstes Werk Shadow veröffentlichte er auf Drängen von Langston Hughes im Oktober 1925 im Opportunity Magazine. Später, nachdem sich eine Schwarzenbewegung etabliert hatte (die Harlem Renaissance), kritisierte er die uplift-Tendenz innerhalb der Renaissance und die Leader der Bewegung, indem er vor allem seine eigene Homosexualitaet und andere Themen wie Hedonismus verarbeitete.
Dies tat er zum Beispiel in der Kurzgeschichte Smoke, Lilies and Jade. Diese stark von Oscar Wilde beeinflusste Kurzgeschichte behandelt explizit homoerotische Themen und war später Grundlage für den Film Looking for Langston von Isaac Julien. Die Kurzgeschichte, eine erste Version der Geschichte wurde auf Toilettenpapier eingereicht, war Nugents Beitrag zur ersten und einzigen Ausgabe des Magazins Fire!! im November 1926. Dieses Stück zog mehr Kritik auf sich als alles andere in Fire!!. Da das Magazin von vornherein darauf ausgelegt war mit einem Skandal das schwarze Establishment zu erschrecken, war man der Meinung, dass neben anderen Kurzgeschichten und Zeichnung, nur noch eine Kurzgeschichte mit Homosexualität als Thema fehlte. Der Legende nach warfen Thurman und Nugent eine Münze wer diese Geschichte schreiben sollte und Nugent gewann.
Nugent war einer der kreativsten und kompromisslosesten Köpfe der Fire!!-Mannschaft. Jedoch lässt sich andererseits sein Schaffen nicht so ohne weiteres mit dem seiner Mitstreiter z. B. von Wallace Thurman oder Langston Hughes vergleichen, da es weniger von Stetigkeit geprägt war.
Zusammen mit Wallace Thurman und anderen gelang es ihm sich als Stimme der schwarzen Jugend innerhalb der Renaissance zu etablieren und der Bewegung eine neue Facette hinzuzufügen sowie neue Diskussionsargumente und -ansätze bezüglich der Frage nach der Identität der Schwarzen zu liefern.
In seinen Zeichnungen und Grafiken verbindet er homosexuelle, pornografische und traditionell afrikanische Elemente und Symbole. In Infants of the Spring werden die Zeichnungen des Paul Arbian (Richard Bruce Nugent) als highly colored phalli bezeichnet. Die Serie Salome spielt auf der anderen Seite aber mit biblischen Motiven.
Im Jahr 1937 veröffentlichte Nugent seine Kurzgeschichte Pope Pius the Only. Viele Romane sind bis zum heutigen Tag unveröffentlicht, so z. B. der von einem Plagiatskandal begleitete Roman Gentleman Jigger, der 2008 zum ersten Mal veröffentlicht wurde.
Im Jahr 2023 wurde sein Roman Half High von Multicanon Media veröffentlicht.

## Werke
- Shadow (Gedicht – Oktober 1925)
- Sahdji (Kurzgeschichte im Stream-of-Consciousness-Stil – veröffentlicht 1925 in The New Negro) Die Kurzgeschichte wurde später in ein Stück für die Bühne umgeschrieben und als Sahdji, an African Ballet 1937 veröffentlicht.
- My Love (Gedicht – Oktober 1926)
- Smoke, Lilies and Jade (Kurzgeschichte im Stream-of-Consciousness-Stil – November 1926)
  - Deutsch in: Richard Bruce Nugent, Wallace Thurman: Feuer. Übers. v. Lars Banhold. Rodneys Underground Press, Dortmund 2020.
- Narcissus (Gedicht – Anfang 1933)
- Pope Pius the Only (Kurzgeschichte – veröffentlicht 1937 in „Challenge“)
- On Harlem (Kurzgeschichte – ca. 1939)
- On Georgette Harvey (Kurzgeschichte – ca. 1939)
- On "Gloria Swanson" (Real Name: Mr. Winston) (Kurzgeschichte – ca. 1939)
- The Now Discordant Song of Bells (Kurzgeschichte – Frühling 1989)
- Slender Length of Beauty (Kurzgeschichte – 2002)
- Lunatique (Kurzgeschichte – 2002)
- Bastard Song (Gedicht – 2002)
- Incest (Gedicht – 2002)
- Who Asks This Thing? (Gedicht – 2002)
- Gentleman Jigger (Roman – 2008)
- Pattern for Future Dirges (Sonnett – bisher unveröffentlicht)
- Tunic with a Thousand Pleats (Kurzgeschichte – bisher unveröffentlicht)
- Half High (Roman – 2023)